# بريق في السحاب (مسلسل)
بريق في السحاب هو مسلسل دراما مصري من إخراج علية ياسين وسيناريو مصطفى محرم ومن بطولة ميار الببلاوي، أحمد السقا، مصطفى فهمي، عبدالرحمن أبو زهرة وكريمة مختار. المسلسل مبني على رواية تحمل نفس الاسم للكاتب ثروت أباظة.

## نبذة
هارون من أسرة بسيطة يحب ابنة العمدة صديق والده وتبادله هى نفس المشاعر إلي أن يتدخل سعيد نجل الرجل الثري ليخطفها منه، ثم يتعرف هارون علي أحد رجال الأعمال ويعمل معه ويتزوج من ابنته، لتتبدل حياته ويصبح من أصحاب الثروة.

## طاقم العمل
- ميار الببلاوي بدور إنجي
- أحمد السقا بدور شهاب
- مصطفى فهمي بدور هارون
- عبدالرحمن أبو زهرة بدور والد هارون
- كريمة مختار بدور والدة هارون